# Abbaye Saint-Germain d'Auxerre
Pour les articles homonymes, voir Église Saint-Germain.
L'abbaye Saint-Germain, à Auxerre, est une ancienne abbaye bénédictine qui tire ses origines de l'oratoire Saint-Maurice, fondé au Ve siècle par saint Germain d'Auxerre, évêque d'Auxerre de 418 à 448.

## Histoire

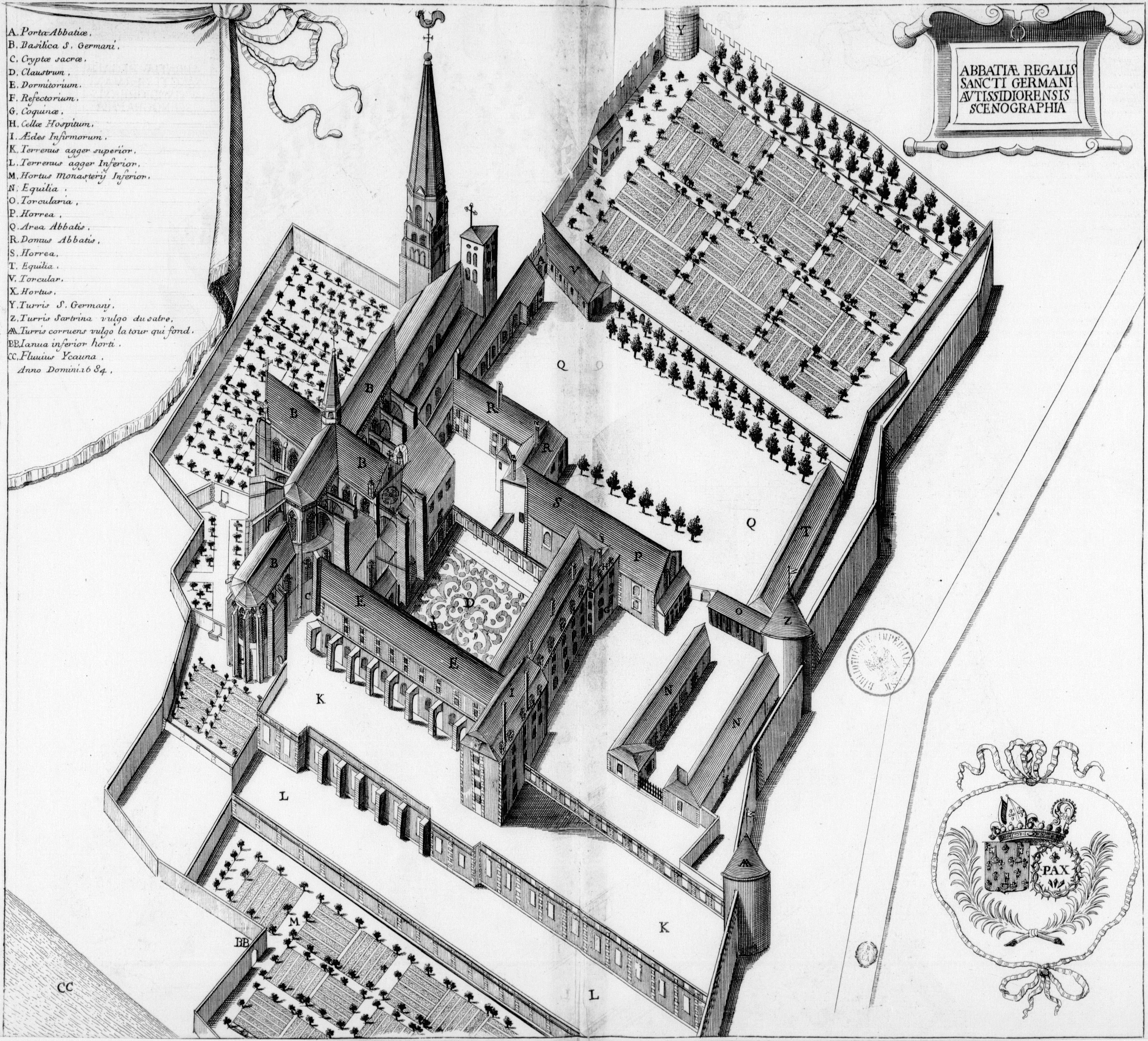
L’abbaye au XVIIe siècle, planche gravée du Monasticon Gallicanum.

### Fondation
Saint Germain d'Auxerre, fondateur et évêque d'Auxerre, fut inhumé le 1er octobre 448 dans l'oratoire modeste qu'il avait fondé en l'honneur de saint Maurice. Avant la fin de ce même siècle, l'oratoire commence à être appelé du nom d'église Saint-Germain.

### VIesiècle: l'essor
Le véritable essor de l'abbaye date du VIe siècle, lorsqu'elle est reconstruite par la reine Clotilde, deuxième femme de Clovis et princesse de Bourgogne, voulant honorer saint Germain, puis au IXe siècle sous le règne de Charles le Chauve. Les moines bénédictins sont attestés dès 725. Une nouvelle église de 100 mètres de longueur est donc construite en 841-865, en ex-voto de la guérison du comte Conrad de la famille des Guelfes et oncle de Charles le Chauve. La translation de la dépouille de saint Germain a lieu en 859 dans la crypte, l'évêque Héribald, bâtisseur de la crypte, y ayant été inhumé en 857. Dès lors, les évêques d'Auxerre y sont enterrés. La crypte est le témoin de cette époque. L'école de Saint-Germain d'Auxerre devient l'une des plus réputées de Francie occidentale et de l'Occident chrétien.
En 815, Saint-Germain comptait jusqu'à six cents moines et le nombre d'étudiants pouvait avoisiner les cinq mille. Le rayonnement intellectuel de l'école d'Auxerre est essentiel dans la période de renaissance carolingienne, grâce à ses maîtres : Murethach, Haymon, Heiric (élève de Loup de Ferrières, qui joua peut-être lui aussi un rôle à Auxerre), et Remi.

### Décadence et renouveau duXesiècle
Il semble que l'abbaye ait été sujette à la décadence au Xe siècle : Lebeuf écrit qu'à l'arrivée d'Héribert à l'épiscopat « ce monastère était si dérangé que depuis longtemps il n'était gouverné que par des prévôts sans abbé ».
Héribert, évêque d'Auxerre de 971 à 996, est le demi-frère du roi Hugues Capet et du duc de Bourgogne Henri. De plus Henri aime voir l'ordre régner dans les établissements religieux. Enfin, saint Mayeul est abbé de Cluny et ami personnel de leur père commun Hugues Capet. Henri demande donc à saint Mayeul de faire restaurer la discipline et le respect de la règle à l'abbaye Saint-Germain. Mayeul vient en personne pour ce faire et, une fois ceci accompli, y installe Heldric comme abbé pour lui succéder. Saint-Germain obtient le privilège royal d'élire son abbé en 994. Héribert et son frère Henri seront particulièrement attentifs et généreux envers les besoins de l'abbaye et de son abbé Heldric, qui reçoit d'Héribert une donation de onze églises de son diocèse,.
Des agrandissements et rénovations se succèdent. L'abbaye est profondément transformée au milieu du XIIe siècle, avec une grande nef et un narthex romans, puis deux tours romanes sont bâties sur la façade, dont il ne reste aujourd'hui que la tour sud, dite clocher Saint-Jean. En 1256, les moines de cette abbaye s'associent avec ceux de l'abbaye de Saint-Martin d'Autun et obtiennent leur indépendance de l'abbaye de Cluny. Saint-Germain, par l'intercession de Alain de Larrivour, avait déjà obtenu d'Anastase IV en avril 1154 une bulle pontificale confirmant l'évêque dans tous ses droits sur l'abbaye (par opposition à l'abbé de Cluny réclamant les prérogatives épiscopales pour ce qui concernait l'abbaye) et, pour lever toute ambiguïté, ordonnant clairement à l'abbaye de ne pas recevoir le bâton abbatial des mains de l'abbé de Cluny.

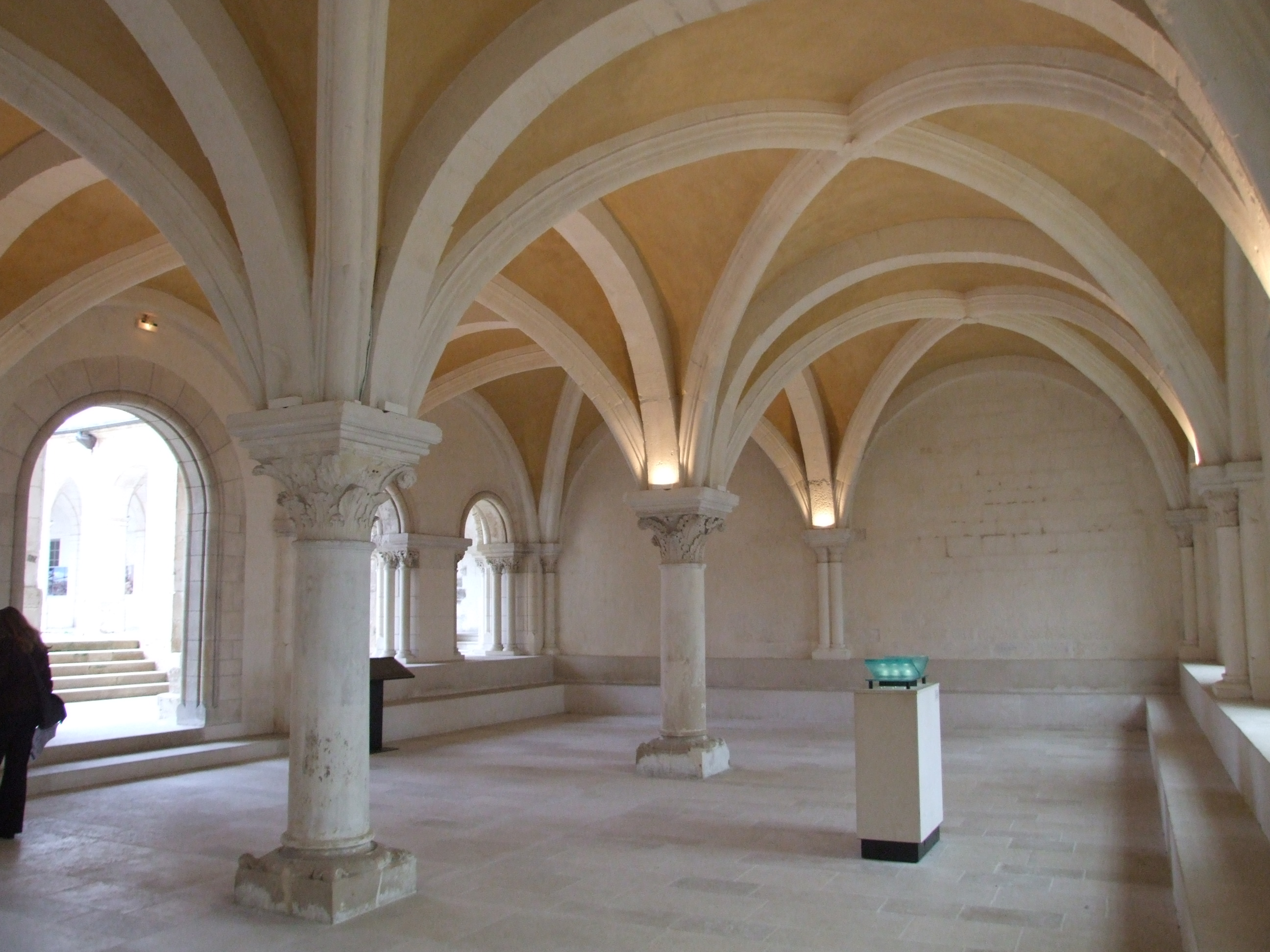
Salle capitulaire de l'abbaye de Saint-Germain.

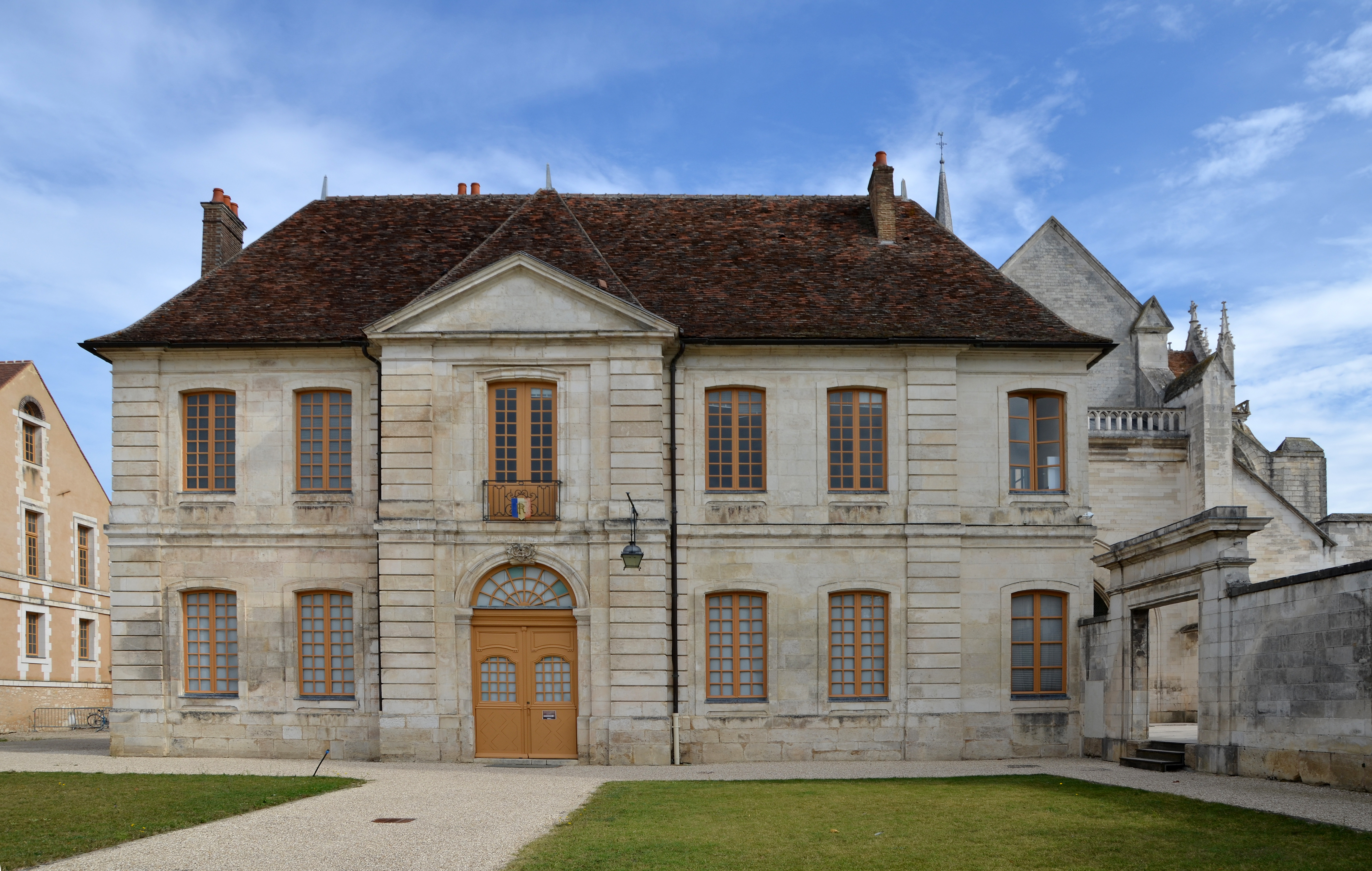
Édifice du XVIIe siècle.

En 1277, l'abbé Jean de Joceval décide d'une réédification en style gothique (à l'emplacement du chœur et de trois travées de la nef) qui se poursuit jusqu'en 1398. Les travaux sont interrompus et ne sont pas achevés. L'abbaye est épargnée par la Guerre de Cent Ans.[réf. nécessaire]

### Temps modernes
L'abbaye est vandalisée et en partie détruite par les Huguenots en 1567 et les reliques dispersées ou anéanties. L'abbaye est réformée par la congrégation des bénédictins de Saint-Maur en 1629. Ils procèdent à plusieurs reconstructions au cours des presque deux siècles de leur présence.

### Époque contemporaine
La façade de l'abbatiale est reconstruite en 1817 sous le règne de Louis XVIII dans un style néo-gothique plutôt modeste. L'église est classée monument historique en 1840, sous le règne de Louis-Philippe. Les premières restaurations d'ampleur datent de 1924.
L'ancienne abbaye est achetée par la ville d'Auxerre en 1968 pour abriter le musée Saint-Germain d'Auxerre. De grandes campagnes de travaux et de restauration ont lieu en 1969-1972. L'ensemble est classé en 1971. L'église est de nouveau restaurée à partir de 2003.
L'équipe municipale élue en 2020 a décidé de faire de l'abbaye le phare culturel et patrimonial de tout le territoire Auxerrois.
Un projet de restauration, de développement et de mise en valeur considérable a ainsi été voté et a reçu l'appui de l'État et des autorités culturelles : plus de 22 millions d'euros seront consacrés à ces travaux dans une période de 10 ans.
Après la restauration du cloître (revêtement et couverture) qui s'est clôturée en 2024, les travaux de restauration des toitures de l'église abbatiale débuteront au printemps 2025.
Ce projet reçoit également le soutien de la Fondation du patrimoine, laquelle a mis en œuvre une souscription publique visant à aider au financement des travaux (https://www.fondation-patrimoine.org/les-projets/abbaye-saint-germain-a-auxerre/79706).

## Architecture

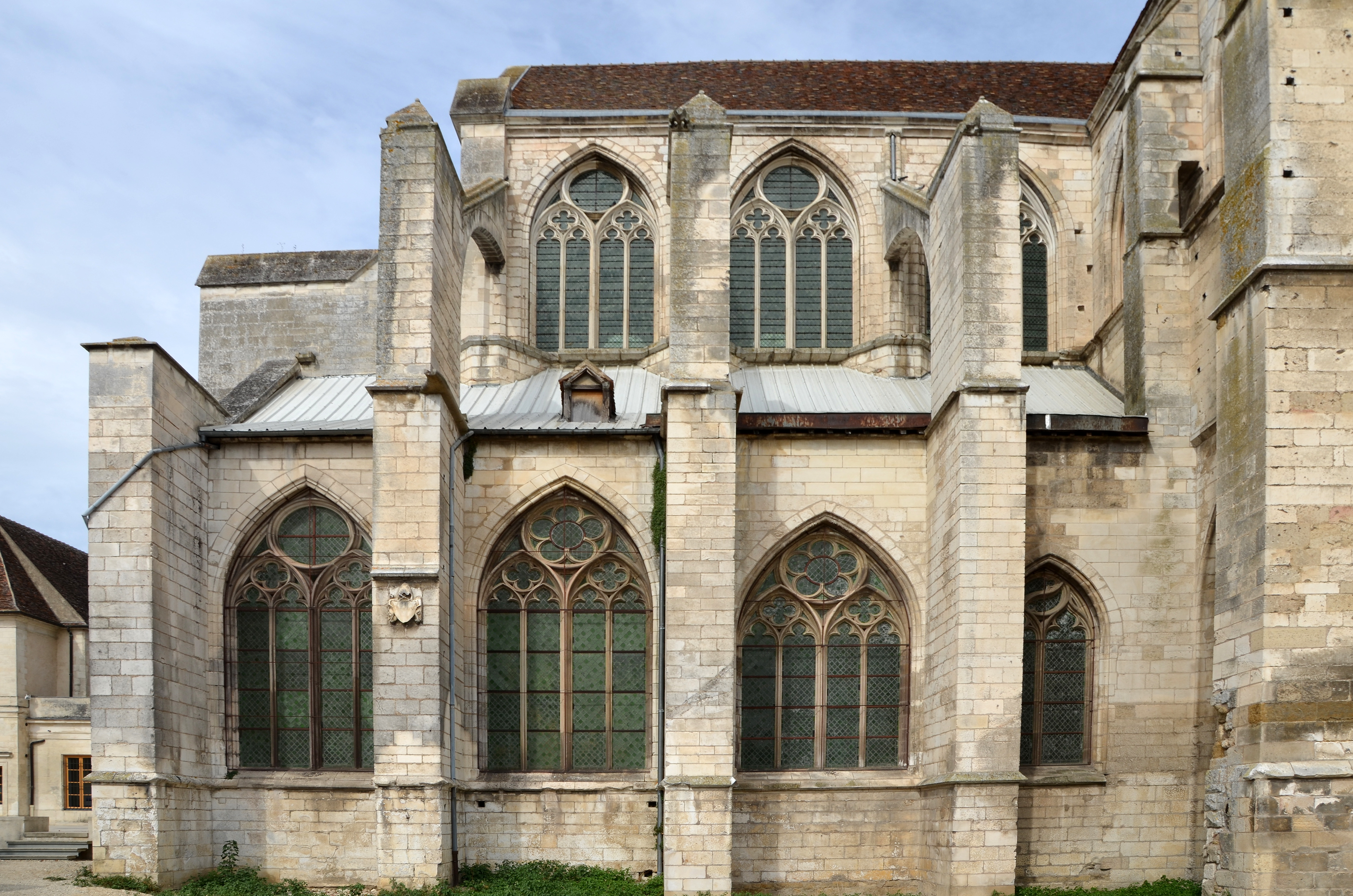
Côté de l'abbatiale.

Le sol et les bâtiments avec l'ancienne église abbatiale font l’objet d’un classement au titre des monuments historiques depuis le 21 juin 1971.

### La crypte

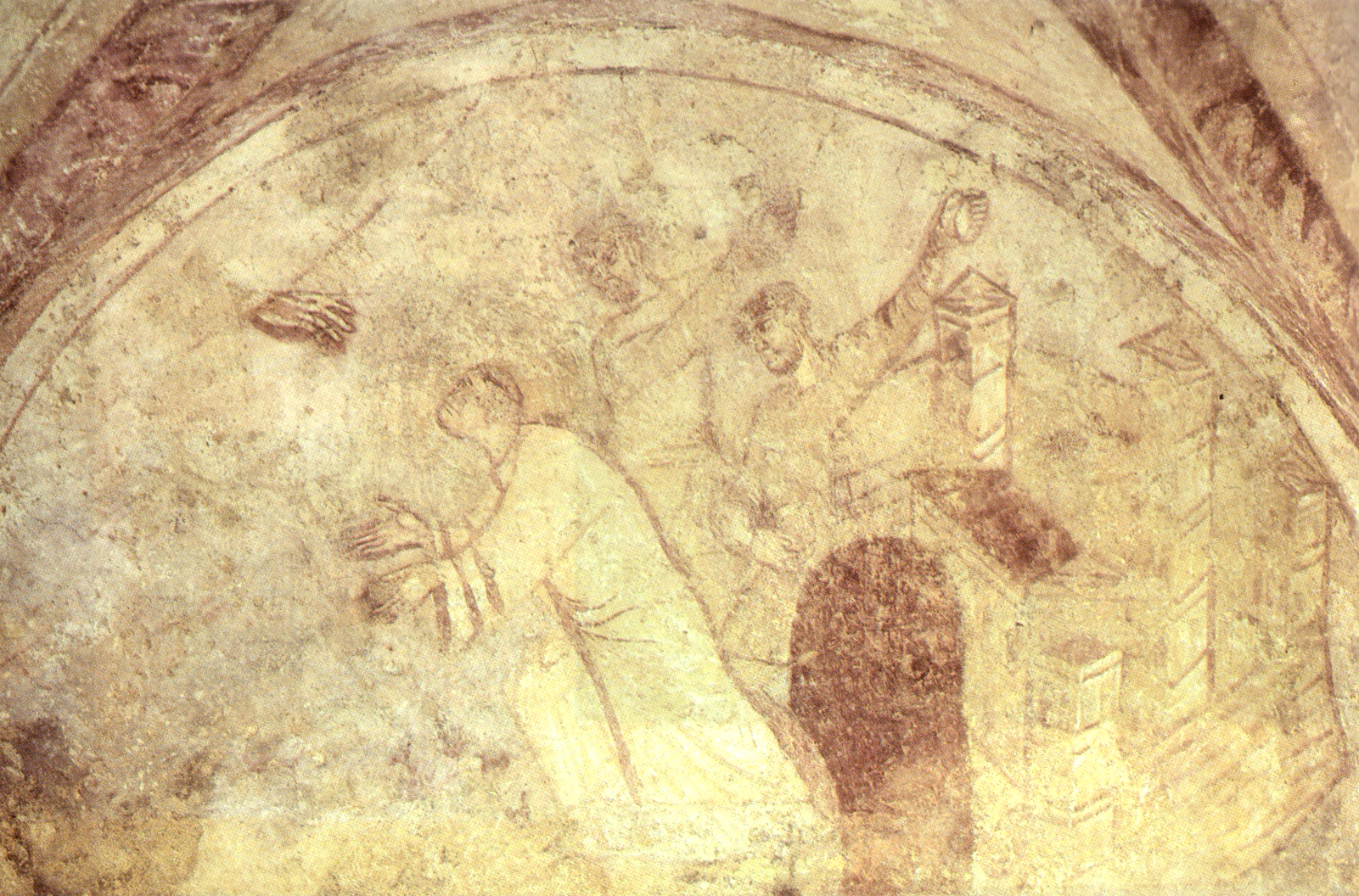
La Lapidation de saint Étienne (841-857), fresque de la crypte.

Les parois sont décorées de faux éléments architectoniques (voûtes, croisées, frises, etc.) à l'intérieur desquels sont peints des lunettes historiées avec des scènes de vie de saints. Une des plus fameuses représente la lapidation de saint Étienne. L'auteur s'est efforcé de dépeindre avec le plus de vraisemblance possible les gestes et attitudes des personnages de cette scène, mais a délibérément laissé le fond dans un vague indéterminé, avec une église d'où sort le saint martyr. Selon l'esthétique de l'époque, elle est de dimension réduite et sans perspective, ne s'élevant qu'à la mi-hauteur des personnages, à moitié frontalement et à moitié à vol d'oiseau.
L'abbaye comporte trois chapelles chacune à un niveau de la colline : chapelle Saint-Clément, chapelle Sainte-Maxime et chapelle de la Vierge au niveau de l'église actuelle.

## Abbés
- ? - 622 : Pallade d'Auxerre ;
- ? - 886 : Hugues l'Abbé[11] (mort le 12 mai 886) ;
- 894-921 : Richard duc de Bourgogne[12] ;
- ?-? : Heldric[6],[13] (mort en 999), contemporain de saint Sévin évêque de Sens[14] ;
- 1010-1024 : Achard[15]
- 1104 : Hugues de Montaigu, fils de Dalmace de Semur dit le Jeune[n 4] approuve en cette année une charte au bénéfice du prieuré Saint-Marcel de Fleurey-sur-Ouche, signée par le duc Hugues II de Bourgogne[16]. Il deviendra évêque d'Auxerre ;
- 1154 : Arduin, Ardouin, Harduin, Hardouin... ; se fait adresser une bulle du pape Adrien IV lui interdisant le duel judiciaire[n 5],[17] ;
- 1re moitié du XIIIe siècle : Renaud de Jocenal (en vie le 13 mai 1222)[18] ;
- 1186 : Humbaud obtient de Urbain III un rappel à l'ordre adressé à Hugues de Noyers évêque d'Auxerre concernant les dépenses causées par ce dernier[19] ;
- 1193 : Radulfe (succède à Humbaud), En 1183 il obtient de Célestin III que leur juge ordinaire soit l'évêque de Sens[19] ;
- Raoul (succède à Radulfe)[19] ;
- 1285-1309 : Guy de Munois ;
- 1309-1334 : Gaucher Dignon de Chéu ;
- 1334-1353 : Étienne 1er de Chitry ;
- 1353-1362 : Guillaume Grimoard, futur pape Urbain V ;
- 1362-1381 : Étienne II de Chitry ;
- 1381-1408 : Hugues V de Ballore ;
- 1409-1422 : Jean II de Nanton ;
- 1422/1423-1453 : Hervé de Lugny ;
- 1453-1495 : Hugues VI de Tyard, ou Thiard[20].

## Abbés commendataires
- 1540-1568 : Louis de Lorraine[20] ;
- 1568-1591 : François de Beaucaire de Péguillon ;
- 1591-1603 : Pierre du Lyon ;
- 1603-1646 : Octave de Saint-Lary de Bellegarde ;
- 1646-1600 : Armand de Bourbon-Conti ;
- 1600-1661 : Jules Mazarin ;
- 1661-1720 : Charles-François de Loménie de Brienne ;
- 1720-1721 : Henri de Charpin des Halles ;
- 1721-1735 : Jean-Michel de Charpin des Halles, son neveu ;
- 1735-1738 : Jean Bouhier ;
- 1738-1758 : François de Crussol d'Uzès ;
- 1758-1761 : François-Bénigne du Trousset d'Héricourt ;
- 1761-1791 : Jean-Baptiste du Plessis d'Argentré.

## Prieurs
- 1731 : dom Léonard Le Texier, grand prieur (1731).

## Moines et personnalités notables
- Remi (v. 841-avant 908), maître à l'école de l'abbaye ;
- Heiric (841-v. 876), maître à l'école de l'abbaye, élève de Loup de Ferrières qui joue peut-être lui aussi un rôle à Auxerre ;
- Haymon († v. 865), maître à l'école de l'abbaye ;
- Murethach (IXe siècle), lettré et écolâtre irlandais, maître à l'école de l'abbaye ;
- dom Georges Viole (1598-1669), prieur après 1629, hagiographe, historien, généalogiste, il se retire ici après avoir tenu des responsabilités dans diverses abbayes et y meurt le 21 avril 1669 ;
- dom Jean Thiroux, y meurt le 14 septembre 1731.

## Dépendances
- Prieuré Saint-Baudèle de Cessy-les-Bois (Nièvre) ;
- Prieuré Sainte-Cécile de Chatillon-en-Bazois (Nièvre) ;
- Prieuré de Mazilles à Isenay (Nièvre) ;
- Prieuré Saint-Pierre de Decize (Nièvre) ;
- Prieuré Sainte-Marie de La Chapelle-aux-Chasses (Allier) ;
- Prieuré Saint-Valentin de Griselles (Côte-d'Or) ;
- Monastère d'Héry (Yonne).

## Terriers, propriétés et revenus

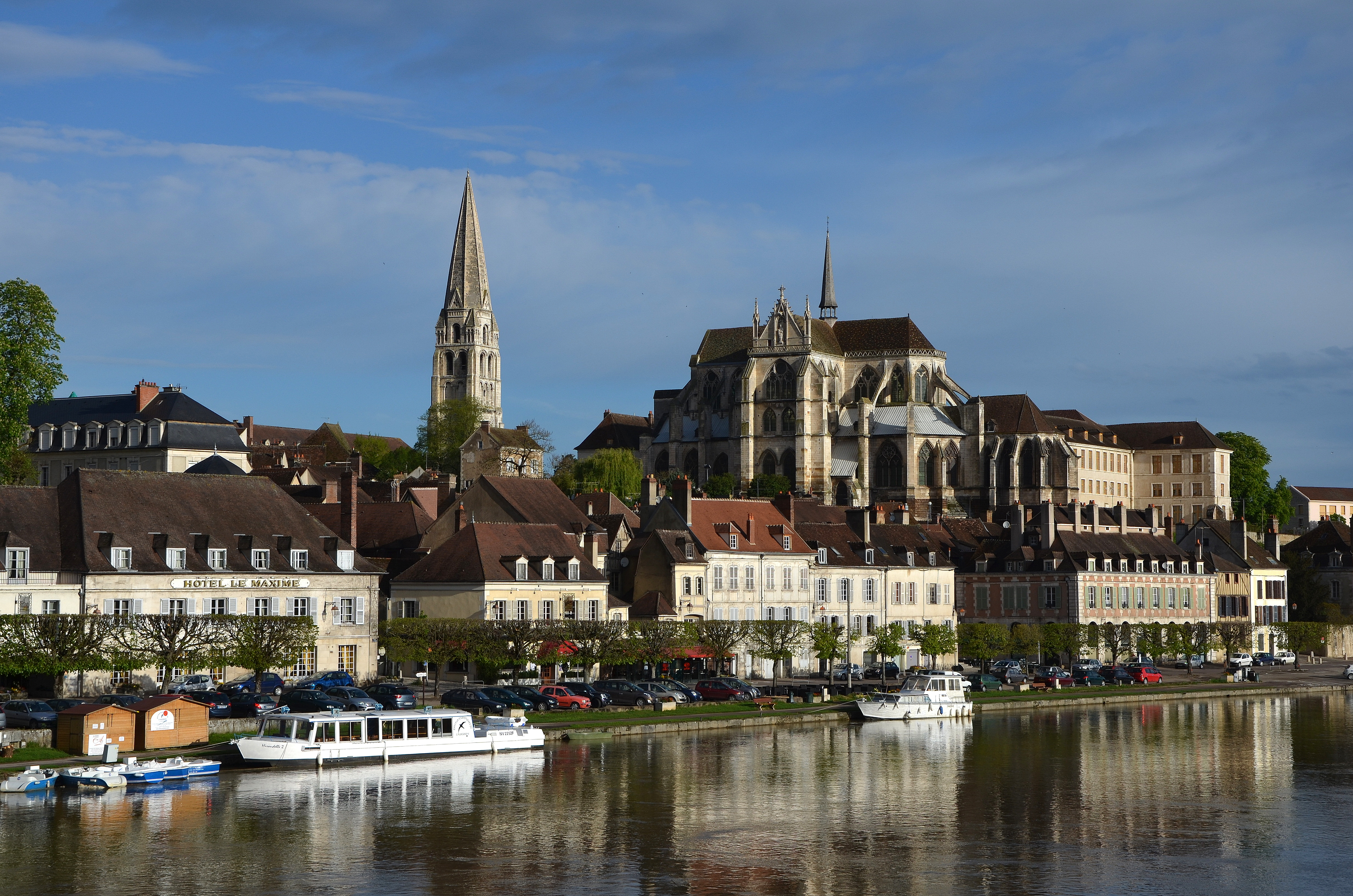
L’abbaye Saint-Germain d’Auxerre et le quartier avoisinant en été.

À la fin du Xe siècle, l'archevêque (978-999) saint Sevin fait bâtir deux moulins sur l'Armançon, sur un terrain possédé en communauté avec l'abbaye de Saint-Germain d'Auxerre. L'abbé de Saint-Germain, Heldric, attaque Sevin en justice pour violation de territoire. Les deux prélats décident de jouer l'affaire en duel et choisissent leurs défenseurs avant de trouver un accord de propriété en communauté pour les moulins. Heldric donne alors des reliques de saint Étienne à Sevin.